# Гребнев, Наум Исаевич
Нау́м Иса́евич Гре́бнев (настоящая фамилия — Ро́мбах; 1921—1988) — русский советский поэт, переводчик народной поэзии и классических поэтов Кавказа и Востока.
В его переводах или с его участием вышло более 160 книг.

## Биография
Родился 20 ноября 1921 года в Харбине в еврейской семье. Отец — ковенский мещанин Исай Нахимович (Исайя-Рувим Нохумович) Ромбах (1887—1931), редактор харбинских просоветских ежедневных газет «Вперёд» (1920—1921) и «Трибуна» (1922—1926), с июля 1926 года работал в Москве в Совторгфлоте, затем во Всехимпроме (Всесоюзное объединение химической промышленности «Всехимпром» ВСНХ СССР).
Мать, Лея Иосифовна Гальберг (1899—1991), в быту Елизавета Иосифовна, была преподавателем иностранных языков и переводчицей, в том числе в Иностранной комиссии Союза писателей, давала уроки английского в эвакуации в Ташкенте. С её участием началось — вначале заочное — знакомство Гребнева с Анной Ахматовой. Оставила рукописные воспоминания «В Харбине», где среди прочего рассказывает об арестах харбинцев, в том числе об аресте матери писателя Юрия Николаевича Абдашева, и как она её нашла много лет спустя, а также «Записки переводчицы», где много пишет о Е. Д. Стасовой.
Великая Отечественная война застала Гребнева с самого её начала, поскольку в это время он служил по призыву на границе, под Брестом в артиллерийском полку. Он отступал вместе с Красной Армией, попал в знаменитое Харьковское (Изюм-Барвенковское) окружение, где немцы взяли в плен 130 тысяч красноармейцев, вышел одним из немногих, форсировал Северский Донец, воевал под Сталинградом, был трижды ранен, и после последнего ранения 12 января 1944 года война для него, сержанта — командира отделения топографической разведки, кончилась. Он вспоминал об этом так:

12 января 1944 года в Запорожской области почти через четыре месяца после форсирования Днепра, почти в ста километрах от его правого берега я был ранен…
…Капитан Цховребадзе был офицером нашего дивизиона, который поначалу сам вызывался «идти в пехоту», а потом шёл просто потому, что все привыкли к тому, что передовой НП всегда возглавлял он. Так было и на этот раз. Мы с ним вдвоём пошли на передовую выбрать место для НП, с тем чтобы потом к нам присоединились телефонисты и радисты… А над нами летели самолёты. Мы не увидели их, потому что было пасмурно, но как мы могли их не услышать? Это были тяжёлые бомбардировщики «Хейнкель-111» — самолёты огромной по тем временам грузоподъёмности, бомбившие, как правило, не передовые, а ближние тылы. Наверное, лётчики увидели нас двоих в просвете облаков. Но почему весь огромный груз они сбросили на такую незначительную цель, я не понимаю. Может быть, из-за облачности они не смогли выполнить своего задания и, возвращаясь, избавились от своего груза таким образом. Наверное, я никогда не узнаю ответа на этот вопрос, а мой командир тем более. Он был убит. Услышав свист бомб, мы инстинктивно упали на землю. Я почувствовал удар в бок. Потом все утихло, я приподнялся на локтях. Живот был распорот, а внутренности — в снегу. У меня хватило сил собрать их и зажать рану. Держась за живот, я подполз к капитану. Перед тем как упасть, мы шли рядом, теперь, убитый, он лежал на расстоянии метров пятидесяти от меня. Я был потрясён не столько своим ранением, хотя мы знали, что ранение в живот почти всегда кончается плохо, сколько гибелью своего любимого командира…
… Недели через две, когда я немного окреп, Надя Охапкина уложила меня на розвальни и отвезла в полевой госпиталь. К этому времени в палатке, где поначалу было двенадцать раненых, остался в живых, кроме меня, только один. После того как я покинул палатку, умер и он…
…После полевого госпиталя, куда отвезла меня Надя, я кочевал по многим госпиталям, пока наконец не попал в Ташкент. Наш санитарный поезд шёл дальше, но на каждой станции ссаживали раненых, у которых начиналось кровотечение или другие осложнения. Мои раны заживали гладко, но я попросил, чтобы меня оставили в Ташкенте, куда были эвакуированы из Москвы моя мать и сестра. Нескольких человек вынесли на перрон. Мы ждали, когда за нами приедет санитарный автобус. Мимо проходили люди, задавали вопросы в надежде узнать что-нибудь о своих близких. Не встречали ли такого-то? Тем, кто проходил мимо, а после сестре и шофёру автобуса, санитаркам в госпитале я давал адрес матери, просил пойти и сказать, что я здесь. Я рассуждал так: если обращусь с просьбой к десяти людям, то хотя бы один обязательно её исполнит. К матери пришли все десять человек. В дверь дома, где она жила, стучали весь вечер и всю ночь.
Как ни ужасно было время войны, но эту человеческую солидарность я вспоминаю с ностальгической грустью до сих пор.
Через несколько месяцев, немощный и полусогнутый, я возвратился домой в Москву.
Итак, 12 января 1944 года был моим последним днём войны. Впрочем, может быть, как для моего врача, война не кончилась и для меня. Я инвалид ВОВ второй группы и со дня окончания войны не помню ни одного мгновения, когда я не чувствовал бы физической боли.

Свои воспоминания о войне он озаглавил: «Война была самым серьёзным событием моей биографии». Естественно, в свой перевод стихотворения Расула Гамзатова «Журавли» (лёгший в основу известной песни) он вложил и собственный военный опыт.

Итак, я остался жив. Никакой профессии у меня, разумеется, не было. Когда я учился в школе, я любил математику и физику, и мои учителя прочили мне будущее в этих областях.
Правда, в юности я написал несколько стихотворений, в том возрасте, когда стихи пишут едва ли не все. Я даже два года посещал литературную студию Московского городского дома пионеров, но писание стихов вскоре прошло как возрастная болезнь и, может быть, никогда не возобновилось бы, не будь войны. Помню: 30 октября 1942 года, в пору затишья, сидя на наблюдательном пункте под Сталинградом, я написал первое стихотворение на войне, после которого из моей души хлынул поток стихов.

После демобилизации по инвалидности Гребнев поступил в Литературный институт. Там он учился вместе с Гамзатовым, и с той поры начались их дружба и сотрудничество. В 1949 году он окончил Литературный институт. Гребнев также переводил стихи отца поэта, Гамзата Цадасы.
В 1951 году в разгар кампании по борьбе с космополитизмом подвергся критике от М. Бубеннова в статье «Нужны ли сейчас литературные псевдонимы?» за использование псевдонима.

Могила на Переделкинском кладбище

Похоронен на Переделкинском кладбище.

## Творческая деятельность
Отец Небесный, раб Твой незаметный

Взывает к милости Твоей несметной:

Прошу: мне по грехам не воздавай!

Не расточай Свой правый гнев ответный,

Меня за прегрешенья не карай!

Из всех, кто смертен здесь и кто бессмертен,

Лишь Ты один велик и милосерден.

И хоть я шел по ложному пути,

Я смерти убоялся, и, лукавый,

Злой враг меня склонил на путь кровавый,

Я всё-таки молю Тебя: «Прости!»
В числе переводов поэты-современники Гамзат Цадаса, Расул Гамзатов, Кайсын Кулиев, Алим Кешоков, Танзиля Зумакулова, Ираклий Абашидзе, Шота Нишнианидзе, Иван Тарба, Константин Ломиа, Адам Шогенцуков.
Переводил классиков поэзии Востока, таких как узбекские классические поэты Фуркат, Турды, Махмур, Увайси, Агахи; каракалпакский поэт-классик Бердах, туркменские классические поэты Зелили, Махтумкули, Мятаджи.
Особо следует отметить книгу «Истины. Изречения персидского и таджикского народов, их поэтов и мудрецов» в переводе Н. Гребнева (1968), которая была оформлена его супругой, Ноэми Моисеевной Гребневой, художником-графиком, а также ценительницей поэзии и пересказчицей Библии для детей. Ноэми Моисеевна оформила целый ряд книг переводов Наума Гребнева. Одной из самых удачных её работ была книга «Истины. Изречения персидского и таджикского народов, их поэтов и мудрецов», на обложке которой изображён вертикальный чёрный ключ на белом фоне. Книга включает изречения Алишаха Рагиба Самарканди, Абу Шукур Балхи, Анвари, Ансари, Ануширвана, Асади Туси, Аттара, Аухададдина Аухади, Бедиля, Бейхаки, Газали, Джами, Амир Хосров Дехлеви (Дехлави), Зебуннисо, Кисаи, Камола Худжанди, Манучехри, Муиззи, Масуди Марвази, Навои, Омар Хайама, Рудаки, Руми, Саади, Саиба Табризи, Сайидо, Санаи, Убейда Закани, Унсури, Фаррухи, Фирдоуси, Хафиза, Хакани, Хамдаллаха Казвини, Хилоли, Хусейна Ваиза Кашифи, Хусрави, Шахида Балхи, Шакира Бухари.
Ещё в 1963 году Корней Чуковский писал о Науме Гребневе:

Перед советским читателем у него есть большая заслуга: долгим и упорным трудом он создал одну за другой две немаловажные книги — две антологии народных стихов. В одну из них вошли переведённые им сотни (не десятки, а сотни!) песен различных кавказских народностей, а в другой столь же богато представлен, только в его переводах, среднеазиатский фольклор: узбекские, таджикские, киргизские, туркменские, уйгурские, каракалпакские песни.
Составить столь обширные своды памятников устного народного творчества и воспроизвести их на другом языке обычно бывает под силу лишь многочисленному коллективу поэтов. Сборники, составленные Гребневым, — плод его единоличного труда. Он не только переводчик всех песен, но и собиратель всех песен, не только поэт, но и учёный-исследователь.

Невероятную популярность получило стихотворение Расула Гамзатова «Журавли» в переводе Гребнева, благодаря песне «Журавли» в исполнении Марка Бернеса, впервые прозвучавшей в 1969 году. Вскоре после её появления в СССР стали возводиться мемориальные комплексы, памятники погибшим в Великую Отечественную войну с изображением летящих журавлей и текстом первых строк песни. Позднее появились новые памятники с журавлями, хотя и без стихов Р. Г. Гамзатова в переводе Н. И. Гребнева. Таков мемориальный комплекс в Санкт-Петербурге. Стела с чёрными журавлями, возведённая у Театрального центра на Дубровке, не имеет никаких надписей. После песни «Журавли» изображение журавлей стало символом памяти о погибших.
Гребнев считал, что в русской поэзии есть два мастера, у которых хороши все переводы до единого: Самуил Маршак и Борис Пастернак.
Наум Гребнев переводил армянских поэтов Наапета Кучака, Григора Нарекаци, Багдасара Дпира, Ованеса Туманяна. Недостаточно известны, хотя заслуживают особого внимания, переводы Гребнева таких средневековых армянских поэтов, как Амам Аревелци.

## Семья
- Жена — Ноэми Моисеевна Гребнева (1923—2016), художник, график.
  - Сын — Михаил Наумович Гребнев (род. 1953), переводчик.
- Сестра — Лилиана Исаевна Ромбах (1918—1999), была замужем за конструктором М. Р. Каплановым[9].
  - Племянник — Рашид Мурадович Капланов (1949—2007), историк и этнограф, специалист в области иудаики.

## Награды, звания и премии
- орден Отечественной войны I степени (06.04.1985)[10]
- орден «Знак Почёта» (19.10.1981)
- медаль «За трудовую доблесть» (04.05.1960)
- медаль «За боевые заслуги» (10.10.1943), награждён приказом по 170-му гв-му апап №: 10/н от: 10.10.1943 года за отвагу, проявленную при осуществлении топопривязки для обеспечения точного огня батареи[11]
- другие медали
- заслуженный работник культуры Дагестанской АССР (1970)
- заслуженный деятель искусств Кабардино-Балкарской АССР (1966)
- Государственная премия Дагестанской АССР (1972)

## Сочинения
- Гребнев Н. И. Правое дело : Стихи. — М.: Моск. рабочий, 1948. — 80 с. — 5000 экз.
- Наум Гребнев. Поэтическая археология (статья) // В кн.: Художественный перевод. — Ереван, 1973. — С. 290—296.
- Воспоминания о войне «Слово переводчика», «Харьковское окружение 1942 года», «Под Сталинградом», «Мой последний день войны» // Вопросы литературы. — 1999. — № 4. — С. 186—208.

## Переводы

### С абхазского языка
- Абхазская народная поэзия : [Сборник] / Пер. Н. Гребнева. — Сухуми: Алашара, 1983. — 96 с. — 3000 экз.

### С азербайджанского языка
- Вазех М. Ш. Избранная лирика / Пер. Н. Гребнева. — Баку: Язычы, 1986. — 239 с. — 100 000 экз.
- Вазех М. Ш. Избранное / Пер. Н. Гребнева. — Баку: Азернешр, 1977. — 199 с. — 10 000 экз.
- Вазех М. Ш. Лирика / Пер. Н. Гребнева, Л. Мальцева. — М.: Худож. лит., 1971. — 271 с. — 6000 экз.
- Вазех М. Ш. [Стихи] / Пер. Н. Гребнева, Л. Мальцева. — Баку: Азернешр, 1964. — 199 с. — 6000 экз.
- Насими. Лирика / Пер. с азерб. и фарси Н. Гребнева и К. Симонова. — Москва: Художественная литература, 1973. — 360 с. — 25 000 экз.
- Насими. Рубаи / Пер. с азерб. Н. Гребнева. — Баку: Азернешр, 1973. — 92 с. — 10 000 экз.

### С армянского языка
- Нарекаци Г. Стихи: Книга скорбных песнопений (отрывки) Пер. Н. Гребнева. — Ереван: Айастан, 1969. — 51 с. Тираж 10 тыс.
- Прапесня: Из армянской народной поэзии. — Ереван: Айастан, 1970.
- Григор Нарекаци. Книга скорби. С армянского. — Ереван: Советакан грох, 1977. Двуязычное издание. 500 с. Предисловие, составление, прим. Левона Мкртчяна. Редактор Мария Сергеевна Петровых. Тираж 20 тыс.
- Григор Нарекаци. Книга скорбных песнопений. — Ереван: Наири, 1998. Книга включает впервые опубликованные главы 34, 37, 57, 69.
- Григор Нарекаци. Стихи. Книга скорбных песнопений' (отрывки). — Ереван: Айастан, 1969. Тираж 10 тыс. 50 с. Послесловие Левона Мкртчяна «О Григоре Нарекаци».
- Прапесня. Из армянской народной поэзии. (Приложение: надписи XIV в.). Составитель Л. Мкртчян. — Ереван: Айастан, 1970. 180 с.
- Наапет Кучак. Айрены (Армянский поэт XVI в. Любовная лирика.) Предисловие Левона Мкртчяна. — Ереван: Айастан, 1968. 206 с.
- Наапет Кучак. Сто и один айрен (Разные переводчики). — Ереван: Айастан 1975.
- Ованес Туманян. Четверостишия. — Ереван: Айастан, 1968.
- Ованес Туманян. Избранное (Разные переводчики; Н.Гребнев: Четверостишия, также стихи: Плач куропатки, Поминовение, Смерть мышонка, Ветер, Воробушек, Аист, Маленький земледелец). — М.: Художественная литература, 1988.
- Ованес Туманян. Избранные произведения в 3 томах (Разные переводчики; Н. Гребнев: Четверостишия, также стихи: Плач куропатки, Поминовение, Смерть мышонка, Ветер, Воробушек, Аист, Маленький земледелец). — Ереван: Айастан, 1969.
- Ованес Туманян. Пёс и кот. Сказки для детей. Предисловие К. Чуковского. Переводы Самуила Маршака и Н. Гребнева. («Смерть мышонка», перевод Н.Гребнева.) Рисунки В.Стацинского. — Ереван: Айастан, 1969. Тираж 500 тыс. Переиздание: Ереван: Советакан грох, 1983.
- Давтак Кертог. Плач на смерть великого князя Джеваншира. — ЕРеван: Советакан грох, 1986. Предисловие Левона Мкртчяна. Семиязычное издание. Илл.
- Амо Сагиян. Стихи. Также в составе: Наум Гребнев. Вторая жизнь. Книга переводов. М.: Советская Россия, 1985.
- Армянская средневековая лирика. — Советский писатель, Ленинградское отделение 1972. 390 с. Н.Гребнев и другие переводчики.
- Средневековая армянская поэзия. Москва, Художественная литература, 1981, 400 с. Н. Гребнев и другие переводчики. Переводы Н. Гребнева:
- Средневековые народные песни, песни любви, песни изгнания, обрядовые, колыбельные, плачи; заклинания.
- Средневековые лирики (IV—XVIII вв.): Давтак Кертог; Амам Аревелци,
- Григор Нарекаци: Песнь сладостная. Вардавар. Песнь Воскресения. Книга скорбных песнопений (отрывки).
- Ованес Саркаваг Имастар; Нерсес Шнорали; Ованес Ерзнкаци Плуз; Костандин Ерзнкаци. Фрик. Хачатур Кечареци. Наапет Кучак.
- Неизвестный поэт, Песня о Тер-Степаносе, епископе сюникском. Памятные записи;
- Аракел Сюнеци; Ованес Тлкуранци; Мкртич Нагаш, Керовбе; Григорис Ахтамарци; Нерсес Мокаци, Мартирос Крымеци; Нагаш Овнатан. Багдасар Дпир; Петрос Капанци; Григор Ошаканци.
- Поэты Армении / Вступительная статья Левона Мкртчяна. Библиотека поэта. Малая серия. Советский писатель, Ленинградское отд. 1979. 590 с. Разные переводчики.
- От «Рождения Ваагна» до Паруйра Севака / Антологический сборник армянской поэзии в двух книгах. Вступит статья, составление, биографические справки и примечания Левона Мкртчяна. Советакан Грох, Ереван, 1983. Разные переводчики. Том 1: 390 с. Том 2: 400 с.
- Армянская классическая лирика / 1—2 т. Советакан Грох, 1977. Разные переводчики.
- Читая Г. Нарекаци / Сборник статей. См. Наум Гребнев Поэтическая археология. (статья) Айастан, 1974.
- Читая Г. Нарекаци /(Новый сборник статей) «Наири», Ереван 1997. Отклики на русские переводы «Книги скорбных песнопений». 166 страниц. См. с. 3—14. Левон Мкртчян «Пусть рассказана будет людям всех племен»; с.129, Сергей Аверинцев Роскошь узора и глубины сердца; Альфред Шнитке «Хоровой концерт на тексты Нарекаци…» Александр Межиров «Намеревался жизнь дожить для виду…» Станислав Рассадин Плюс десять веков, другие статьи.
- А. Шнитке, Концерт для смешанного хора в четырёх частях на стихи Г. Нарекаци в переводе Н. Гребнева. Концерт для хора завершён летом 1985, третья часть была написана в 1984 году.
  - Грампластинка. Концерт для хора Альфред Шнитке, на слова Г. Нарекаци в переводе Н. Гребнева, Государственный камерный хор Министерства культуры СССР. Дирижёр Валерий Полянский. Запись в Софийском соборе города Полоцка. На обложке: текст Григора Нарекаци, перевод Н. Гребнева: Альбом ВТПО «Фирма Мелодия», 1989. Запись 1988.
  - «Хор Полянского на слова Г. Нарекаци в переводе Н. Гребнева. Концерт для хора Альфред Шнитке» (CD), 1992.
  - Alfred Schnittke. Choir Concerto. The Danish National Radio Choir with Stefan Parkman. Chandos Records CHAN 9126. Chandos Records, 1992 (CD). — Концерт для хора Альфред Шнитке, Датский хор на слова Г. Нарекаци в переводе Н. Гребнева, 1994.
  - Альфред Шнитке Сочинения для хора а капелла. Камерный хор Московской консерватории им. П. И. Чайковского. Художественный руководитель и дирижёр Борис Тевлин. Записан в июле 2002 года в концертном зале Государственного музыкального училища имени Гнесиных.

### С болгарского языка
- Из болгарской народной поэзии / Пер. Н. Гребнева. — София: София-пресс, 1971. — 196 с. — (Б-ка «Болгария», № 3).

### С венгерского языка
- Песни мадьяр : Венг. нар. песни и баллады / Пер. с венг. Н. Гребнева. — Будапешт: Корвина, 1977. — 138 с.

### С грузинского языка
- Три солнца : Из груз. нар. поэзии / Пер. Н. Гребнева, Я. Козловского. — Тбилиси: Ганатлеба, 1979. — 99 с. — 5000 экз.

### С дагестанских языков
- Весна в горах : Из новых стихов дагест. поэтов / Пер. Н. Гребнева, Я. Козловского. — Махачкала: Даггиз, 1949. — 104 с. — 6000 экз.
- Гамзатов Р. Г. Год моего рождения : Стихи и поэмы / Пер. с авар. Н. Гребнева и др. — Махачкала: Даггиз, 1952. — 96 с. — 3000 экз.
- Гамзатов Р. Г. Земля моя : Сб. стихов / Пер. с авар. Н. Гребнева, Я. Козловского. — Махачкала: Даггиз, 1948. — 92 с. — 5000 экз.
- Гамзатов Р. Г. Избранное : Стихотворения и поэмы : в 2 т. / Пер. с авар. Н. Гребнева, Я. Козловского. — М.: Худож. лит., 1964. — 391+311 с. — 45 000 экз.
- Гамзатов Р. Г. Книга сонетов / Пер. с авар. Н. Гребнева. — М.: Мол. гвардия, 1983. — 78 с. — 50 000 экз.
- Гамзатов Р. Г. Новая встреча : Стихи / Пер. с авар. Н. Гребнева и др. — М.: Мол. гвардия, 1957. — 95 с. — 5000 экз.
- Гамзатов Р. Г. Письмена / Пер. с авар. Н. Гребнева. — М., 1973.
- Голоса Дагестана : Сб. стихов / Пер. Н. Гребнева. — Махачкала: Даг. кн. изд-во, 1973. — 241 с. — 5000 экз.
- Дагестанская народная лирика / Пер. Н. Гребнева. — Махачкала: Дагкнигоиздат, 1954. — 72 с. — 4000 экз.
- Дагестанская народная лирика / Пер. Н. Гребнева. — М.: Гослитиздат, 1957. — 279 с. — 10 000 экз.
- Залов Г. Московское время : [Стихи] / Пер. с авар. Н. Гребнева и др. — Махачкала: Даггосиздат, 1950. — 67 с. — 5000 экз.
- Из дагестанской народной лирики / Пер. Н. Гребнева. — Махачкала: Дагкнигоиздат, 1956. — 299 с. — 3000 экз.
- Крум-крум : Нар. дет. песенки Дагестана / Пер. Н. Гребнева. — Л.: Художник РСФСР, 1976. — 24 с. — 300 000 экз.
- Молодой Дагестан : Сб. стихов молодых поэтов / Пер. Н. Гребнева, Я. Козловского. — Махачкала: Даггиз, 1947. — 69 с. — 4000 экз.
- Народные изречения и пословицы Дагестана / Пер. Н. Гребнева, Я. Козловского. — Махачкала: Дагучпедгиз, 1966. — 139 с. — 10 000 экз.
- Печке — полено [Даг. нар. песенка в обраб. Н. Гребнева : Для дошк. возраста]. — М.: Малыш, 1987. — 12 с. — 500 000 экз.
  - . — М.: Малыш, 1990. — 11 с. — 500 000 экз.
- Расскажи мне что-нибудь : Песенки, сказочки, загадки народов Дагестана / Пер. Н. Гребнева. — Махачкала: Дагучпедгиз, 1964. — 84 с. — 10 000 экз.
- Сорока прилетела : Нар. песенки Дагестана / Пер. Н. Гребнева. — М.: Малыш, 1967. — 15 с. — 150 000 экз.
- Умное слово и старое — ново : Пословицы и изречения народов Дагестана / Вольный пер. Н. Гребнева. — Махачкала: Дагучпедгиз, 1985. — 48 с. — 25 000 экз.
- Хаппалаев Ю. Р. Звёзды счастья: [Стихи] / Пер. с лакск. Н. Гребнева и др. — Махачкала: Даггиз, 1950. — 59 с. — 5000 экз.

### С еврейских языков
- Песни былого : Из евр. нар. поэзии / Пер. Н. Гребнева. — М.: Сов. писатель, 1986. — 319 с. — 20 000 экз.
- Атнилов Д. А. Светлые черты : [Стихи] / Пер. с татского Н. Гребнева. — Махачкала: Даггиз, 1950. — 51 с. — 5000 экз.
- Книга псалмов. (Псалтирь) / Пер. в стихах Н. Гребнева. — М.: Изд. фирма «Вост. лит.» : Школа-пресс, 1994. — 252 с. — 30 000 экз. — ISBN 5-02-017398-3.
- Псалмы Давида / [пер. и стихотвор. переложение псалмов Н. Гребнева]. — СПб.: Азбука : Азбука-Аттикус, 2012. — 283 с. — 4000 экз. — ISBN 978-5-389-02999-6.
- Псалмы Давида // В кн.:Шедевры библейской поэзии : Сотворение мира. Псалмы. Экклезиаст / Стихотвор. перелож. Германа Плисецкого и Наума Гребнева. — М.: РИПОЛ классик, 2001. — 380 с. — 7000 экз. — ISBN 5-7905-1048-5.

### С кабардинского, балкарского языков
- Балкарская народная лирика / Пер. Н. Гребнева. — Нальчик: Кабард.-Балкар. кн. изд., 1959. — 131 с. — 500 экз.
- Зумакулова Т. М. Молчание : Стихи / Авториз. пер. с балкар. Н. Гребнева, Ю. Нейман. — М.: Сов. писатель, 1972. — 199 с. — 10 000 экз.
- Из кабардинской народной лирики / Пер. Н. Гребнева. — Нальчик: Кабард. кн. изд., 1956. — 107 с. — 2000 экз.
- Истины : Из нар. творчества Кабардино-Балкарии : На рус., кабард. и балкар. яз / Пер. Н. Гребнева. — Нальчик: Эльбрус, 1981. — 246 с. — 2000 экз.
- К вам гусыня приходила? : [Кабард. нар. песенка в обраб. Н. Гребнева : Для дошк. возраста]. — М.: Малыш, 1987. — 10 с. — 300 000 экз.
- Как ездят на коне : Кабард. и балкар. нар. песенки : [Для дошк. возраста] / Пер. Н. Гребнева. — М.: Малыш, 1986. — 21 с. — 150 000 экз.
- Кешоков А. П. Звездный час : Стихи / Авториз. пер. с кабард. Н. Гребнева, Я. Козловского. — М.: Современник, 1979. — 127 с. — 10 000 экз.
- Кешоков А. П. Мед воспоминаний : Стихотворения и поэма / Авториз. пер. с кабард. Н. Гребнева. — М.: Современник, 1987. — 123 с. — 25 000 экз.
- Песни живших до нас : Из нар. поэзии кабардинцев и балкарцев / Пер. Н. Гребнева. — Нальчик: Кабард.-Балкар. кн. изд., 1966. — 190 с. — 10 000 экз.
- Песня дерева : Из кабард. нар. лирики : [Для мл. шк. возраста] / Пер. Н. Гребнева. — Нальчик: Эльбрус, 1985. — 15 с. — 15 000 экз.
- Песня чаганы : Страницы старинной нар. лирики Дагестана : [Для сред. и ст. шк. возраста] / Пер. Н. Гребнева. — Махачкала: Дагучпедгиз, 1976. — 144 с. — 50 000 экз.
- Страницы кабардинской и балкарской поэзии : Нар. песни, пословицы и поэзия наших дней / Пер. Н. Гребнева. — Нальчик: Эльбрус, 1980. — 208 с. — 2000 экз.
- Так сказали мудрецы : Пословицы, поговорки Кабардино-Балкарии / Пер. Н. Гребнева. — Нальчик, 1967.
- Топ-топ : Балк. песенка [в обраб. Н. Гребнева : Для дошк. возраста]. — М.: Малыш, 1980. — 6 с. — 700 000 экз.
  - . — М.: Малыш, 1980. — 6 с. — 300 000 экз.
  - . — М.: Малыш, 1981. — 6 с. — 500 000 экз.

### С калмыцкого языка
- - Бося Сангаджиева. За что поставили в угол: Стихи. — Москва: Детская литература, 1965. — 30 с. — 50 000 экз.
  - Калмыцкие трехстишия. Элиста, 1987.

### С казахского языка
- Ахтанов Т. Клятва : Драм. поэма / Авториз. пер. с каз. Н. Гребнева. — Алма-Ата: Жалын, 1977. — 95 с. — 25 000 экз.
- Казахские пословицы и поговорки / Пер. Н. Гребнева. — Алма-Ата: Жазушы, 1987. — 821 с. — 100 000 экз.

### С каракалпакского языка
- Бердах. Избранное / Пер. с каракалп. Н. Гребнева. — Ташкент: Гослитиздат, 1958. — 160 с. — 10 000 экз.
- Бердах. Избранная лирика / Пер. с каракалп. Н. Гребнева. — Ташкент: Изд-во ЦК КП Узбекистана, 1984. — 107 с. — (Избранная лирика Востока). — 355 000 экз.
- Бердах. Царь-самодур : (Поэма) / Пер. с каракалп. Н. Гребнева. — Нукус: Каракалпакстан, 1986. — 103 с. — 5000 экз.

### С киргизского языка
- Киргизская лирика : Устное народное творчество / Пер. с кирг. Н. Гребнева. — Фрунзе: Мектеп, 1975. — 234 с. — 4500 экз.
- Народная лирика Киргизии : [Для старш. шк. возраста] / Пер. с кирг. Н. Гребнева. — Фрунзе: Киргизучпедгиз, 1962. — 134 с. — 4000 экз.
- Слово безвестных мудрецов : Кирг. пословицы / Пер. Н. Гребнева. — Фрунзе: Кыргызстан, 1968. — 180 с. — 5000 экз.

### С монгольского языка
- Песни аратов : Из монг. нар. поэзии / Пер. Н. Гребнева. — М.: Худож. лит., 1973. — 215 с. — 10 000 экз.

### С осетинского языка
- Песни далёких лет : Из осетин. фольклора / Пер. Н. Гребнева. — Орджоникидзе: Сев.-Осет. кн. изд., 1960. — 127 с. — 2000 экз.
  - . — 2-е изд., доп. — Орджоникидзе: Ир, 1974. — 191 с. — 20 000 экз.

### С персидского языка
- Руми Д. Поэма о скрытом смысле : Избр. притчи / Пер. с перс. Н. Гребнева. — М.: Наука, 1986. — 270 с. — 75 000 экз.
- Истины : Изречения перс. и тадж. народов, их поэтов и мудрецов / Пер. Н. Гребнева. — М.: Наука, 1968. — 320 с. — 100 000 экз.
- Медресе любви : Перс. нар. поэзия / Пер. Н. Гребнева. — М.: Худож. лит., 1969. — 175 с. — 25 000 экз.
- Медресе любви : [сборник] / Пер. Н. Гребнева. — СПб.: Азбука-классика, 2007. — 201 с. — 5000 экз. — ISBN 978-5-91181-617-9.

### С пушту
- Песни разлук и встреч : Нар. поэзия пушту / Пер. Н. Гребнева. — М.: Худож. лит., 1968. — 183 с. — 10 000 экз.

### С таджикского языка
- Дехоти А. П. Озорной барашек : [Стихи : Для дошк. и мл. шк. возраста] / Пер. с тадж. Н. Гребнева. — Душанбе: Маориф, 1986. — 14 с. — 100 000 экз.
- Из таджикской народной поэзии / Пер. Н. Гребнева. — Душанбе: Ирфон, 1964. — 192 с. — 5000 экз.
- Песни страны певцов : Из тадж. нар. поэзии / Пер. Н. Гребнева. — Душанбе: Ирфон, 1972. — 352 с. — 20 000 экз.
- Четверостишья : Из тадж. нар. лирики / Пер. Н. Гребнева. — Сталинабад: Таджикгосиздат, 1957. — 130 с. — 10 000 экз.
- Что видел ёжик : Стихи [Для мл. возраста] / Пер. с тадж. Н. Гребнева. — М.: Детгиз, 1957. — 16 с. — 20 000 экз.

### С татарского языка
- Баттал С. В. По столбовой дороге: Повесть в стихах / Авториз. пер. с тат. Н. Гребнева, С. Липкина. — М.: Сов. писатель, 1956. — 95 с. — 5000 экз.

### С туркменского языка
- Курбансахатов К. Глупый шах : Поэма-сказка : [Для мл. шк. возраста] / Пер. с туркм. Н. Гребнева. — Ашхабад: Магарыф, 1986. — 47 с. — 300 000 экз.
  - . — Ашхабад: Магарыф, 1991. — 47 с. — 100 000 экз.
- Ленивый Мурад : Сказки туркм. поэтов / Пер. Н. Гребнева. — М.: Детгиз, 1963. — 96 с. — 35 000 экз.
- Мятаджи. Лирика : [Сборник] / Пер. с туркм. Н. Гребнева. — Ашхабад: Туркменистан, 1975. — 99 с. — 14 000 экз.
- Родники в песках : Из туркм. нар. поэзии / Пер. Н. Гребнева. — Ашхабад: Магарыф, 1985. — 175 с. — 15 000 экз.
- Сейтаков Б. Аязхан: [Сказка в стихах] / Вольный пер. с туркм. Н. Гребнева. — Ашхабад: Туркменгосиздат, 1956. — 36 с. — 6000 экз.
- Слышу голос друга : [Стихи] / Пер. с туркм. Н. Гребнева. — Ашхабад: Туркменистан, 1985. — 269 с. — 30 000 экз.
- Умная речь — острее, чем меч : Туркм. пословицы и поговорки : [В стихах : Для сред. и ст. шк. возраста] / Пер. с туркм. Н. Гребнева. — Ашхабад: Магарыф, 1989. — 62 с. — 55 000 экз. — ISBN 5-675-00160-3.
- Юсуф Хас-Хаджиб. Наука быть счастливым / Пер. Н. Гребнева. — Ташкент: Гослитиздат УзССР, 1963. — 117 с. — 5000 экз.
  - . — М.: Худож. лит., 1971. — 158 с. — 25 000 экз.

### С узбекского языка
- Агахи М. Р. Избранное / Пер. с узб. Н. Гребнева. — Ташкент: Изд-во ЦК Компартии Узбекистана, 1984. — 122 с. — (Избранная лирика Востока ; [4]). — 355 000 экз.
- Другие слова / Избр. пер. из узб. нар. поэзии и классич. поэзии Н. Гребнева. — Ташкент: Изд-во лит. и искусства, 1973. — 287 с. — 3000 экз.
- Шейхзаде, Максуд. Мирза Улукбек (историческая трагедия). Пер. с узб. Н. Гребнева. — Ташкент: Издательство художественной литературы им. Гафура Гуляма, 1967.
- Истоки и устья / Пер. из узб. поэзии Н. Гребнева. — Ташкент: Изд-во лит. и искусства, 1983. — 359 с. — 10 000 экз.
- Народная лирика Узбекистана / Пер. Н. Гребнева. — Ташкент: Гослитиздат УзССР, 1959. — 168 с. — 10 000 экз.
- Ниязи Х. Х. Да здравствуют Советы! : [Стихотворение] / Пер. Н. Гребнева. — Ташкент: Изд-во лит. и искусства им. Гарура Гуляма, 1979. — 44 с. — 10 000 экз.
- Турды. Избранные произведения / Пер. Н. Гребнева. — Ташкент: Изд-во АН УзССР, 1951. — 47 с. — 5000 экз.
- Увайси. Лирика / Пер. с узб. Н. Гребнева. — Ташкент: Изд-во лит. и искусства, 1984. — 144 с. — 1000 экз.
- Упрямый Касым : Весёлые стихи : [Для мл. шк. возраста] / Пер. с узб. Н. Гребнева. — М.: Детгиз, 1959. — 63 с. — 110 000 экз.

### С чеченского языка
- Песни вайнахов : Чечено-ингуш. нар. лирика / Пер. Н. Гребнева. — Грозный, 1972.
- Чеченские песни / Пер. с чечен. Н. Гребнева. — М.: Фонд им. И. Д. Сытина : Фонд Р. Гамзатова, 1995. — 54 с. — (Поэты Северного Кавказа). — 500 экз. — ISBN 5-86863-029-7.

### С разных языков
- Гребнев Н. И. Вторая жизнь : Кн. переводов. — М.: Сов. Россия, 1985. — 237 с. — (Мастера художественного перевода). — 25 000 экз.
- Девочка пляшет : Дет. песенки народов Сев. Кавказа : [Для дошк. возраста] / Пер. Н. Гребнева. — М.: Дет. лит., 1983. — 32 с. — 450 000 экз.
- Девочка пляшет : [Песенки нар. СССР в обраб. Л. Кузьмина, Н. Гребнева, Л. Елисеевой : Для дошк. возраста]. — М.: Малыш, 1984. — 11 с. — 200 000 экз.
- Караван мудрости : Нар. изречения и пословицы Сред. Азии / Пер. Н. Гребнева. — М.: Дет. лит., 1975. — 48 с. — (Школьная библиотека для нерусских школ. Для восьмилетней и средней школы). — 100 000 экз.
  - . — М.: Дет. лит., 1980. — 47 с. — 100 000 экз.
- Краткое слово — красивое слово : Нар. изречения и пословицы Дагестана и Кабардино-Балкарии : [Для сред. и ст. шк. возраста] / Вольн. пер. Н. Гребнева. — М.: Дет. лит., 1983. — 64 с. — 100 000 экз.
- Мудрость отцов : Пословицы и поговорки народов Сред. Азии / Пер. Н. Гребнева. — Ащхабад: Магарыф, 1984. — 190 с. — 100 000 экз.
- На дворе метёт метель : Песенки народов Сев. кавказа / Пер. Н. Гребнева. — М.: Малыш, 1971. — 20 с. — 150 000 экз.
- Песни былых времён : Лирика народов Сред. Азии / Пер. Н. Гребнева. — Ташкент: Гослитиздат УзССР, 1961. — 422 с. — 7000 экз.
- Песни маленьких горцев : Сказочки, считалки, небылицы, прибаутки народов Сев. Кавказа [Для мл. шк. возраста] / Пер. Н. Гребнева. — М.: Детгиз, 1961. — 63 с. — 150 000 экз.
  - . — М.: Дет. лит., 1965. — 64 с. — (Школьная библиотека для нерусских школ. Для начальной школы). — 100 000 экз.
- Сто истин : Песни народов Сев. Кавказа / Пер. Н. Гребнева. — М.: Современник, 1984. — 543 с. — 10 000 экз.
- Узоры на коврах : Песни народов Сред. Азии / Пер. Н. Гребнева. — Ташкент: Изд-во лит. и искусства, 1985. — 454 с. — 7000 экз.
- Что сказали мне друзья : Стихи и нар. дет. песенки / Пер. с тадж. Н. Гребнева. — М.: Дет. лит., 1973. — 96 с. — 100 000 экз.

## Песни на стихи в переводе Наума Гребнева (аудиозаписи)
- «Ладонь для птиц» (стихи Алима Кешокова, музыка Заурбека Жирикова). Исполнитель Заур Тутов.
- «Берегите друзей!» (стихи Расула Гамзатова, музыка Алексея Экимяна). Исполнители Николай Сличенко, Муслим Магомаев.
- «Пожелание» (стихи Расула Гамзатова, музыка Алексея Экимяна). Исполнитель Вахтанг Кикабидзе.
- «В Новогоднюю ночь» (стихи Расула Гамзатова, музыка Ян Френкеля). Исполнитель Ян Френкель.
- «Есть глаза у цветов» (стихи Расула Гамзатова, музыка Оскара Фельцмана. Исполнитель Муслим Магомаев.
- «Всё ещё впереди» (стихи Кайсына Кулиева, музыка Эдуарда Колмановского. Исполняет Марк Бернес.